# Bispebjerg Bakke
Bispebjerg Bakke er et boligbyggeri i Københavns Nordvestkvarter, tæt på Bispebjerg Hospital, der er blevet skabt ved et samarbejde mellem billedhugger Bjørn Nørgaard og Haandværkerforeningen.
I byggeriet, der blev opført i perioden 2004-2007, er der lagt vægt på naturmaterialer, samt det håndværksmæssige i byggeprocessen. Byggeriet er formet i organiske former.
Byggeriet består af 135 lejeboliger fordelt på 11 huse. Lejeboligerne administreres af Haandværkerforeningen og udlejes for ca. 8.500,- til 17.500,- pr. md (2011).

## Ekstern henvisning
- Bispebjerg Bakke
- Dansk Arkitekturguide (Webside ikke længere tilgængelig)

55°42′45.82″N 12°32′43.36″Ø / 55.7127278°N 12.5453778°Ø